# Hesperophylax designatus
Hesperophylax designatus là một loài Trichoptera trong họ Limnephilidae. Chúng phân bố ở miền Tân bắc.